# 二戸市

二戸市中心部周辺の空中写真。馬淵川沿いに市街地が形成され周囲は山に囲まれている。2021年11月7日撮影の8枚を合成作成。。

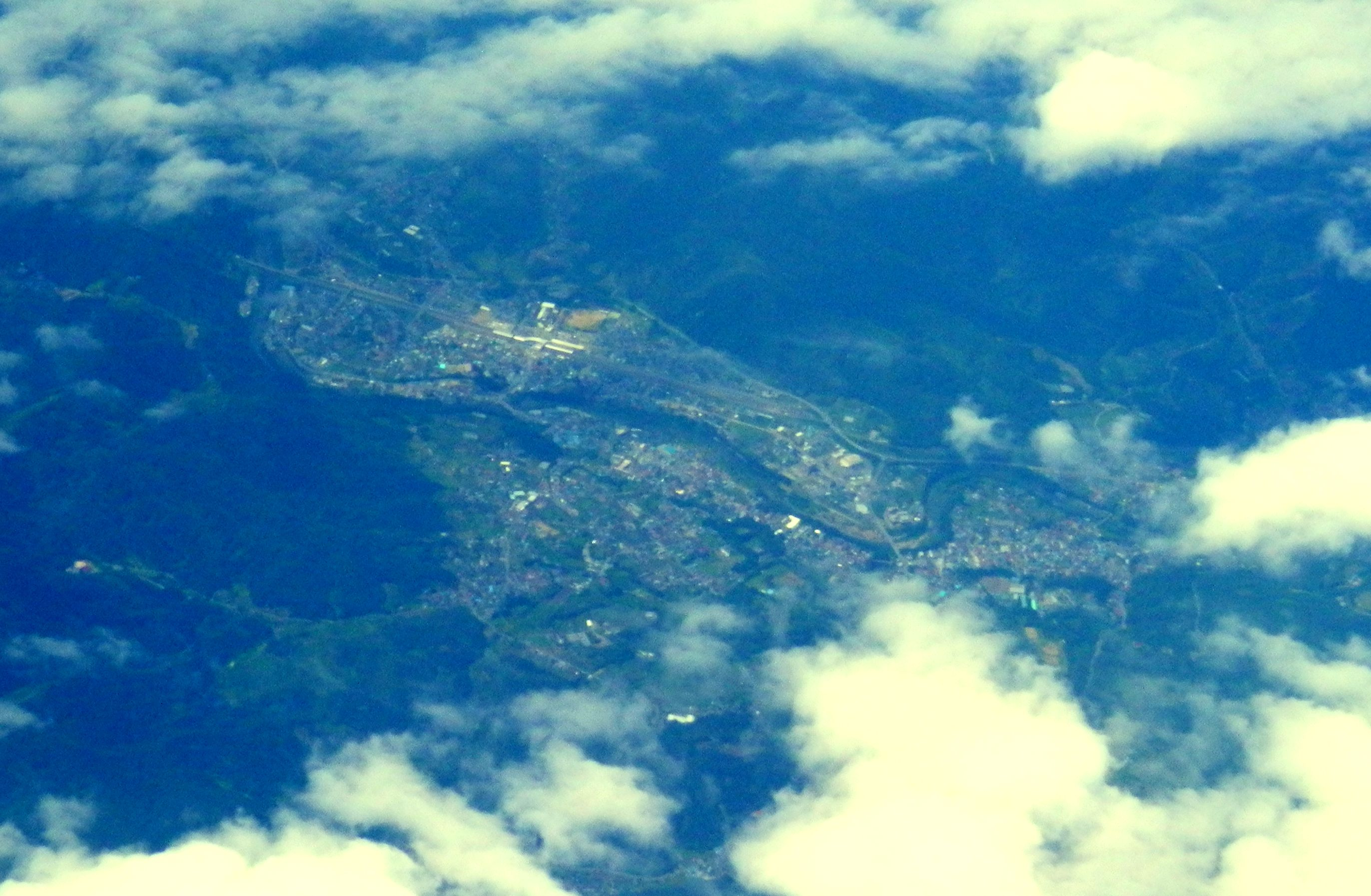
上空からの二戸市

二戸市（にのへし）は、岩手県の内陸部北端に位置する市。奥羽山脈と北上山地の間に位置しており岩手県北の拠点都市である。
旧・二戸市域は中央を馬淵川（まべちがわ）が流れ、東に折爪岳を擁する。旧・浄法寺町域はほぼ中心を南西から北東に向かって流れる安比川の流れにそって交通が発展し、やや川下の開けた部分に総合支所などが存在し、西に稲庭岳を擁する。九戸郡軽米町、九戸村、一戸町と共に、通称カシオペア連邦を形成する。

## 地理
- 山：折爪岳、稲庭岳
- 河川：馬淵川、安比川、白鳥川、十文字川、海上川

総面積の7割を山林原野が占めている。

## 気候
寒暖の差が大きく気温の年較差、日較差が大きい顕著な大陸性気候である。降雪量が多く、周辺の自治体と同様に豪雪地帯に指定されている。冬季は-15℃前後の気温が観測されることが珍しくなく、寒さが厳しい。年間平均降水量は1033.9mmと、岩手県内では最も小さい値である。
| 二戸（1991年 - 2020年）の気候      | 二戸（1991年 - 2020年）の気候 | 二戸（1991年 - 2020年）の気候 | 二戸（1991年 - 2020年）の気候 | 二戸（1991年 - 2020年）の気候 | 二戸（1991年 - 2020年）の気候 | 二戸（1991年 - 2020年）の気候 | 二戸（1991年 - 2020年）の気候 | 二戸（1991年 - 2020年）の気候 | 二戸（1991年 - 2020年）の気候 | 二戸（1991年 - 2020年）の気候 | 二戸（1991年 - 2020年）の気候 | 二戸（1991年 - 2020年）の気候 | 二戸（1991年 - 2020年）の気候 |
| 月                                 | 1月                           | 2月                           | 3月                           | 4月                           | 5月                           | 6月                           | 7月                           | 8月                           | 9月                           | 10月                          | 11月                          | 12月                          | 年                            |
| ---------------------------------- | ----------------------------- | ----------------------------- | ----------------------------- | ----------------------------- | ----------------------------- | ----------------------------- | ----------------------------- | ----------------------------- | ----------------------------- | ----------------------------- | ----------------------------- | ----------------------------- | ----------------------------- |
| 最高気温記録 °C （°F）             | 14.4 (57.9)                   | 16.0 (60.8)                   | 21.2 (70.2)                   | 30.5 (86.9)                   | 33.8 (92.8)                   | 34.5 (94.1)                   | 35.5 (95.9)                   | 35.8 (96.4)                   | 34.0 (93.2)                   | 28.1 (82.6)                   | 23.8 (74.8)                   | 18.7 (65.7)                   | 35.8 (96.4)                   |
| 平均最高気温 °C （°F）             | 1.7 (35.1)                    | 2.7 (36.9)                    | 7.1 (44.8)                    | 14.2 (57.6)                   | 20.3 (68.5)                   | 23.6 (74.5)                   | 26.6 (79.9)                   | 27.7 (81.9)                   | 23.9 (75)                     | 17.8 (64)                     | 11.1 (52)                     | 4.3 (39.7)                    | 15.1 (59.2)                   |
| 日平均気温 °C （°F）               | −2.3 (27.9)                   | −1.6 (29.1)                   | 2.0 (35.6)                    | 8.1 (46.6)                    | 13.9 (57)                     | 17.7 (63.9)                   | 21.5 (70.7)                   | 22.5 (72.5)                   | 18.4 (65.1)                   | 11.7 (53.1)                   | 5.7 (42.3)                    | 0.2 (32.4)                    | 9.8 (49.6)                    |
| 平均最低気温 °C （°F）             | −6.6 (20.1)                   | −6.4 (20.5)                   | −3.1 (26.4)                   | 1.8 (35.2)                    | 7.7 (45.9)                    | 12.6 (54.7)                   | 17.4 (63.3)                   | 18.3 (64.9)                   | 13.8 (56.8)                   | 6.4 (43.5)                    | 0.6 (33.1)                    | −3.8 (25.2)                   | 4.9 (40.8)                    |
| 最低気温記録 °C （°F）             | −17.0 (1.4)                   | −18.2 (−0.8)                  | −15.9 (3.4)                   | −8.4 (16.9)                   | −1.6 (29.1)                   | 2.3 (36.1)                    | 8.3 (46.9)                    | 8.6 (47.5)                    | 1.2 (34.2)                    | −2.2 (28)                     | −9.5 (14.9)                   | −14.8 (5.4)                   | −18.2 (−0.8)                  |
| 降水量 mm （inch）                 | 39.8 (1.567)                  | 39.4 (1.551)                  | 52.8 (2.079)                  | 55.3 (2.177)                  | 74.9 (2.949)                  | 87.0 (3.425)                  | 159.6 (6.283)                 | 154.0 (6.063)                 | 144.3 (5.681)                 | 104.6 (4.118)                 | 64.3 (2.531)                  | 59.7 (2.35)                   | 1,033.9 (40.705)              |
| 降雪量 cm （inch）                 | 93 (36.6)                     | 93 (36.6)                     | 41 (16.1)                     | 1 (0.4)                       | 0 (0)                         | 0 (0)                         | 0 (0)                         | 0 (0)                         | 0 (0)                         | 0 (0)                         | 1 (0.4)                       | 49 (19.3)                     | 280 (110.2)                   |
| 平均降水日数 （≥1.0 mm）           | 9.3                           | 9.2                           | 10.1                          | 10.0                          | 9.8                           | 9.5                           | 11.5                          | 11.2                          | 11.2                          | 10.3                          | 11.3                          | 10.8                          | 124.0                         |
| 平均月間日照時間                   | 98.9                          | 111.4                         | 156.8                         | 181.8                         | 198.8                         | 173.1                         | 143.5                         | 160.6                         | 146.2                         | 148.2                         | 117.6                         | 96.5                          | 1,733.4                       |
| 出典1：Japan Meteorological Agency |                               |                               |                               |                               |                               |                               |                               |                               |                               |                               |                               |                               |                               |
| 出典2：気象庁                      |                               |                               |                               |                               |                               |                               |                               |                               |                               |                               |                               |                               |                               |

## 歴史
縄文時代 - 古代には、この近辺に爾薩体と呼ばれるエミシの部族集団が居住していたが、811年（弘仁2年）に征夷将軍だった文屋綿麻呂が爾薩体と共に弊伊を征服したと『日本後紀』に記述されている。
奈良時代には、聖武天皇の勅命を受けた行基がこの地に八葉山天台寺を開山したと伝えられている。
かつて奥六郡の北には郡は置かれなかったが、延久蝦夷合戦の結果、糠部郡、鹿角郡、比内郡、津軽平賀郡、津軽田舎郡、津軽山辺郡、津軽鼻和郡、外浜、西浜が建郡された。
二戸の名前は、糠部郡に敷かれていた「四門九戸（しもんくのへ）」の制に由来する。
四門九戸の制とは、糠部郡を東西南北の四つの門と、一から九までの「戸」（あるいは部）に分けるものであり、糠部郡内の主な地域を一戸から九戸に分画して余った四方の辺地を東門、西門、南門、北門と呼んだと思われる。
「戸」とは「牧場」の意であるとも言われる。
寛永11年（1634年）糠部郡は、二戸郡、北郡、三戸郡、九戸郡に分割された。
四戸を除き、一戸から九戸は現在でも地名として現存し、一戸町、二戸市、九戸村が岩手県に立地し、三戸町、五戸町、六戸町、七戸町、八戸市は青森県に立地しており、北門は現在の上北郡、下北郡にその名を留めている。
室町時代以降江戸時代の終わりまで、この地は南部氏の統治下に置かれ、冷涼な環境と酷政により飢饉がたびたび発生した。
明治維新後に行われた廃藩置県（1871年）の際には当初この地域は青森県になるも、1876年には岩手県に編入され現在に至る。
九戸政実の乱平定の後に南部氏がここに居城を構えていたときの名が福岡城であったことも含め、一般にはこの地は福岡町と呼ばれており、現在の二戸市中心部は、二戸郡福岡町であった（二戸という市名は郡名より採用されたものである）。
- 1891年（明治24年）12月20日 - 東北本線福岡駅開業。
- 1921年（大正10年）6月1日 - 福岡駅を北福岡駅に改称。
- 1982年（昭和57年）11月 - 国道4号二戸バイパス全通。
- 1987年（昭和62年）2月1日 - 国鉄北福岡駅を二戸駅に、金田一駅を金田一温泉駅に改称。
- 1989年（平成元年）9月7日 - 八戸自動車道浄法寺インターチェンジ開業。
- 2002年（平成14年）12月1日 - 東北新幹線二戸駅が開業。

### 行政区域の変遷（市町村制施行以後）
- 1889年（明治22年）4月1日 - 町村制が施行される。
  - 福岡村が町制施行し、二戸郡福岡町が成立する。
  - 安比村、似鳥村、福田村、上斗米村の一部が合併して、二戸郡御返地村が成立する。
  - 米沢村、上斗米村の一部、下斗米村の一部が合併して、二戸郡斗米村が成立する。
  - 旧・石切所村と福岡村の一部が合併して、二戸郡石切所村が成立する。
  - 堀野村、白鳥村、仁左平村、福岡村の一部が合併して、二戸郡爾薩体村が成立する。
  - 旧・金田一村、野々上村、釜沢村、下斗米村の一部が合併して、二戸郡金田一村が成立する。
  - 旧・浄法寺村、大清水村、駒ヶ嶺村、漆沢村、御山村が合併して、二戸郡浄法寺村が成立する。
- 1940年（昭和15年）12月25日 - 浄法寺村が町制施行して、浄法寺町となる。
- 1955年（昭和30年）3月10日 - 福岡町が御返地村、斗米村、石切所村、爾薩体村を編入する。
- 1972年（昭和47年）4月1日 - 福岡町と金田一村が合併し、旧・二戸市となる。
- 2006年（平成18年）1月1日 - 旧・二戸市と二戸郡浄法寺町が合併し、新たな二戸市となる。

## 行政
※右記は合併前の旧・二戸市のデータ。

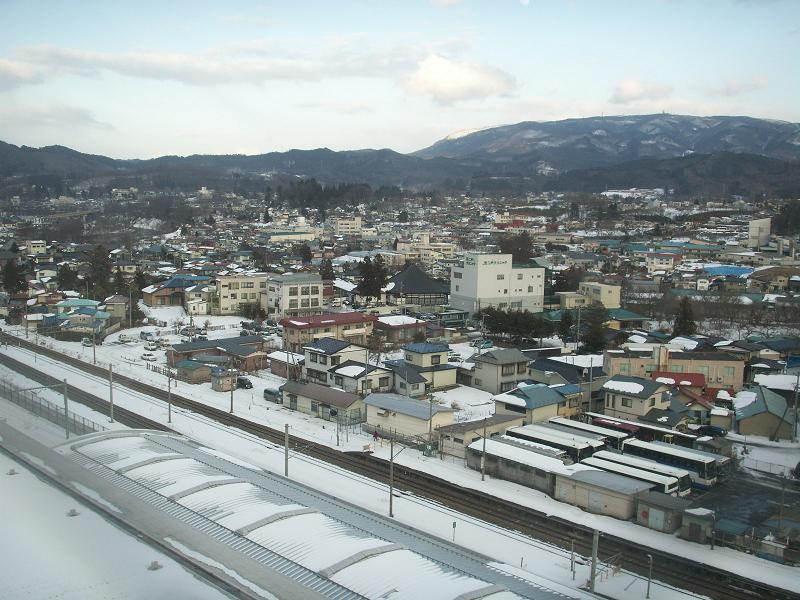
二戸市遠望「カシオペアメッセ・なにゃーと」展望台から（2008年（平成20年）2月

- 市長：藤原淳（ふじわら じゅん、2014年（平成26年）1月26日就任）
- 市議会：議員定数18名
- 歴代市長

旧二戸市長
| 代    | 氏名     | 就任                      | 退任                       | 備考       |
| ----- | -------- | ------------------------- | -------------------------- | ---------- |
| 1 - 5 | 國分保男 | 昭和47年（1972年）4月26日 | 平成4年（1992年）4月25日   | 旧福岡町長 |
| 6 - 9 | 小原豊明 | 平成4年（1992年）4月26日  | 平成17年（2005年）12月31日 |            |

新設合併以後
| 代 | 氏名       | 就任                      | 退任                      | 備考       |
| -- | ---------- | ------------------------- | ------------------------- | ---------- |
| 1  | 小原豊明   | 平成18年（2006年）1月29日 | 平成22年（2010年）1月28日 |            |
| 2  | 小保内敏幸 | 平成22年（2010年）1月29日 | 平成25年（2013年）12月8日 | 在任中死去 |
| 3  | 藤原淳     | 平成26年（2014年）1月26日 | 現職（3期目）             |            |

### 防災無線
防災無線の時報は以下の通り。
| 放送時刻 （JST） | 浄法寺地区以外 （旧・二戸市域） | 浄法寺地区以外 （旧・二戸市域） | 浄法寺地区         | 浄法寺地区 |
| 放送時刻 （JST） | 曲目                            | 実施時期                        | 曲目               | 実施時期   |
| ---------------- | ------------------------------- | ------------------------------- | ------------------ | ---------- |
| 06:00            | 恋はみずいろ                    | 通年                            |                    |            |
| 12:00            | 野ばら                          | 通年                            | 歓喜の歌           | 通年       |
| 17:00            | 夕焼け小焼け※ 故郷※             | 冬季（10月 - 3月）              | 遠き山に日は落ちて | 通年       |
| 18:00            | 夕焼け小焼け※ 故郷※             | 夏季（4月 - 9月）               |                    |            |

夕方の時間帯の曲目は、選曲が数年おきに入れ替わることがある。2007年度は夏季に「夕焼け小焼け」・冬季に「故郷」を使用していたが、2008年度は夏季・冬季とも「夕焼け小焼け」となり、2009年度と2010年度は夏季に「故郷」・冬季に「夕焼け小焼け」が選曲されている。また、2012年頃に二戸地区に流されるものは音源がリニューアルされている。

## 郵便
郵便局名に続く5桁の数字は、貯金（ゆうちょ銀行）で使用される当該局の取扱局番号である。
郵便局
- 二戸郵便局（集配局） (83005)
- 浄法寺郵便局（集配局） (83029)
- 御返地郵便局 (83154)
- 金田一郵便局 (83147)
- 二戸駅前郵便局 (83196)
- 福岡長嶺郵便局 (83298)

簡易郵便局
- 二戸堀野簡易郵便局 (83846)
- 斗米簡易郵便局 (83848)

## 産業
就業者数では、第一次産業19.3％、第二次産業26.7％、第三次産業54.0％であり、岩手県全体と比較し第一次・第二次産業の比率が高い。第一次産業のほとんどが農業である。第二次産業では建設業・製造業共に県平均を上回っている。（2010年国勢調査）
浄法寺町を中心に行われている漆（浄法寺漆）生産は、漆かき職人の減少に伴い生産量を大きく落としているものの、依然として国内屈指の生産地となっている。

## 地域

### 人口
| |                                        |  |
| 二戸市と全国の年齢別人口分布（2005年） | 二戸市の年齢・男女別人口分布（2005年） |  |
| ■紫色 ― 二戸市 ■緑色 ― 日本全国 | ■青色 ― 男性 ■赤色 ― 女性              |  |
| 二戸市（に相当する地域）の人口の推移 \| 1970年（昭和45年） \| 38,289人 \| \| \| 1975年（昭和50年） \| 37,636人 \| \| \| 1980年（昭和55年） \| 37,537人 \| \| \| 1985年（昭和60年） \| 37,285人 \| \| \| 1990年（平成2年） \| 35,017人 \| \| \| 1995年（平成7年） \| 33,755人 \| \| \| 2000年（平成12年） \| 33,102人 \| \| \| 2005年（平成17年） \| 31,477人 \| \| \| 2010年（平成22年） \| 29,702人 \| \| \| 2015年（平成27年） \| 27,611人 \| \| \| 2020年（令和2年） \| 25,513人 \| \| |                                        |  |
| 総務省統計局 国勢調査より |                                        |  |
| 1970年（昭和45年） | 38,289人                               |  |
| 1975年（昭和50年） | 37,636人                               |  |
| 1980年（昭和55年） | 37,537人                               |  |
| 1985年（昭和60年） | 37,285人                               |  |
| 1990年（平成2年） | 35,017人                               |  |
| 1995年（平成7年） | 33,755人                               |  |
| 2000年（平成12年） | 33,102人                               |  |
| 2005年（平成17年） | 31,477人                               |  |
| 2010年（平成22年） | 29,702人                               |  |
| 2015年（平成27年） | 27,611人                               |  |
| 2020年（令和2年） | 25,513人                               |  |

平成27年国勢調査より前回調査からの人口増減をみると、7.04％減の27,611人であり、増減率は県下33市町村中18位。

### 教育

#### 専修学校
- 岩手県立二戸高等看護学院

#### 高等学校
- 岩手県立福岡高等学校
- 岩手県立北桜高等学校工業校舎

#### 中学校
- 二戸市立福岡中学校
- 二戸市立金田一中学校
- 二戸市立浄法寺中学校

#### 小学校
- 二戸市立石切所小学校
- 二戸市立金田一小学校
- 二戸市立御返地小学校
- 二戸市立中央小学校
- 二戸市立仁左平小学校
- 二戸市立二戸西小学校
- 二戸市立福岡小学校
- 二戸市立浄法寺小学校

#### 特別支援学校
- 岩手県立盛岡みたけ支援学校二戸分教室

#### 学校教育以外の施設
文化施設
- 二戸市民文化会館
- 二戸市立図書館
  - 浄法寺カシオペアセンター図書室

職業訓練
- 岩手県立二戸高等技術専門校（職業能力開発促進法に基づく職業能力開発校）

#### マスメディア
テレビ・FMラジオ 中継局
- 二戸中継局（FM岩手：82.2MHz、NHK盛岡FM：84.9MHz）
- 二戸堀野テレビ中継局（二戸中継局の電波が届きにくい堀野・米沢・福岡・下斗米・上斗米の各一部地域をカバーしている）

AMラジオの中継局は2010年現在設置されていない。そのため、NHK盛岡ラジオ第1・第2や県域民放AMのIBCラジオを聴取する際は、どちらの場合も盛岡局を受信して聞くことになるが、山々に囲まれた地域が多く、市中心部から送信所まで直線距離で70km以上離れているため、AM放送の難聴取地域が多く、夜間は他局との混信が起こりやすい。2006年1月23日から、その対策としてコミュニティFM局「カシオペアFM」によるIBCの自社製作番組の同時再送信が実施されている。
テレビ局
- NHK盛岡放送局二戸支局

新聞社
- 岩手日報社二戸支局
- デーリー東北新聞社二戸支局

ラジオ局
- カシオペアFM(77.9MHz)
  - コミュニティFM、一戸町、九戸村、軽米町、青森県三戸町の一部地域でも聴取可能。

#### 電話
市外局番は全域が「0195」（二戸MA、市内局番は旧二戸市域が20、22、23、25 - 29、旧浄法寺町域が38、39）となっている。なお、市外でも二戸市から一戸町・軽米町・九戸村への相互通話は同一MAであるため市内通話扱いとなるが、同じ市外局番0195を使用する地域でも八幡平市・岩手郡岩手町・葛巻町の各市町内に掛ける場合は岩手MAであるため同一市外局番であっても市外通話扱いとなり、市外局番からのダイヤルが必要である。

## 交通

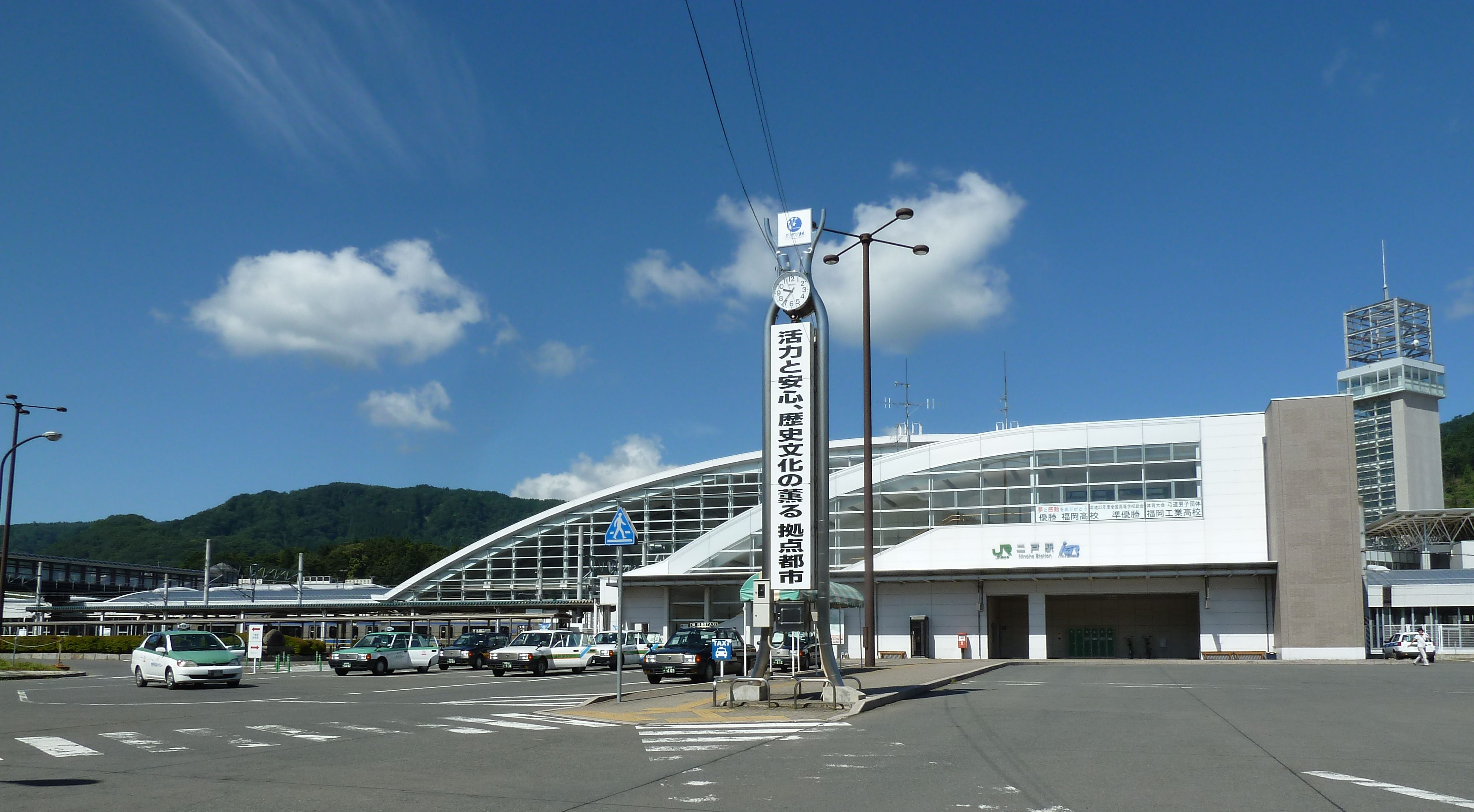
二戸駅

奥州街道（国道4号）が市域を縦断、および秋田県鹿角から太平洋側の八戸に抜ける鹿角街道と、それに相当する高速道路が市域を横断する。市内には八幡平市の安代JCTで東北自動車道から分岐する八戸自動車道の最初のインターチェンジである浄法寺インターチェンジがあるが、二戸市の中心部へは二戸市外に位置する一戸インターチェンジが最寄りである。

### 鉄道
- 東日本旅客鉄道
  - 東北新幹線：二戸駅
- IGRいわて銀河鉄道
  - いわて銀河鉄道線：二戸駅 - 斗米駅 - 金田一温泉駅
- 中心となる駅：二戸駅

### バス

#### 路線バス
- JRバス東北（すべて二戸営業所管轄路線）
  - 軽米線
    - 二戸駅 - 福岡長嶺 - 矢沢口 - 金田一温泉駅 - 金田一温泉センター - 軽米病院

  - 軽米線（支線）
    - 矢沢口 - 二戸病院 - 仁佐平

  - 二戸線
    - 二戸駅 - 天台寺 - 浄法寺

  - 一戸線
    - 二戸駅 - 一戸駅 - 一戸病院

  - 小鳥谷線
    - 二戸駅 - 一戸駅 - 一戸病院 - 小鳥谷駅 - 葛巻

  - スワロー号
    - 二戸駅 - 久慈駅

- 岩手県北バス
  - 二戸駅 - 一戸駅 - 奥中山高原駅前 - いわて子どもの森
  - 二戸駅 - 福岡川又 - 伊保内営業所
  - 二戸病院 - 福岡川又 - 伊保内営業所

- 二戸市バス（廃止代替バス、JRバス東北運行委託）
  - 二戸市バス#二戸地区運行路線
  - 二戸市バス#浄法寺地区運行路線
    - を参照。

以前は南部バス（一戸線）も乗り入れてきたが、利用客減を理由に2008年（平成20年）3月31日をもって廃止され、撤退した。
- デマンド交通「チョイソコにのへ」

#### 高速バス
- JRバス東北
  - すーぱー湯〜遊（2018年3月廃止）
    - 二戸駅 - 天台寺 - 浄法寺 - 荒屋新町駅 - 盛岡駅
- 岩手県北バス・南部バス
  - 八盛号
    - 八戸 - 浄法寺IC - 盛岡
- 岩手県北バス
  - 久慈こはく号
    - 久慈 - 浄法寺IC - 盛岡駅西口 - 盛岡バスセンター

### 道路

#### 高速自動車国道
- E4A 八戸自動車道
  - 浄法寺IC - 二戸PA

二戸市街地最寄りのインターチェンジは一戸町内の一戸インターチェンジである。

#### 一般国道
- 国道4号（二戸バイパス、金田一バイパス）
- 国道395号

#### 県道

##### 主要地方道
- 岩手県道6号二戸五日市線（浄法寺バイパス）
- 岩手県道24号二戸九戸線
- 岩手県道・青森県道32号二戸田子線（下斗米バイパス）

##### 一般県道
- 岩手県道114号二戸停車場線
- 岩手県道181号道前浄法寺線
- 岩手県道182号野々上斗内線
- 岩手県道210号一戸浄法寺線
- 岩手県道241号上斗米金田一線
- 岩手県道244号金田一温泉線
- 岩手県道256号野々上下斗米線
- 岩手県道264号二戸軽米線
- 岩手県道274号二戸一戸線

#### ナンバープレート
自動車のナンバープレートは、「岩手」が使われている。

## 名所・旧跡・観光スポット・行事

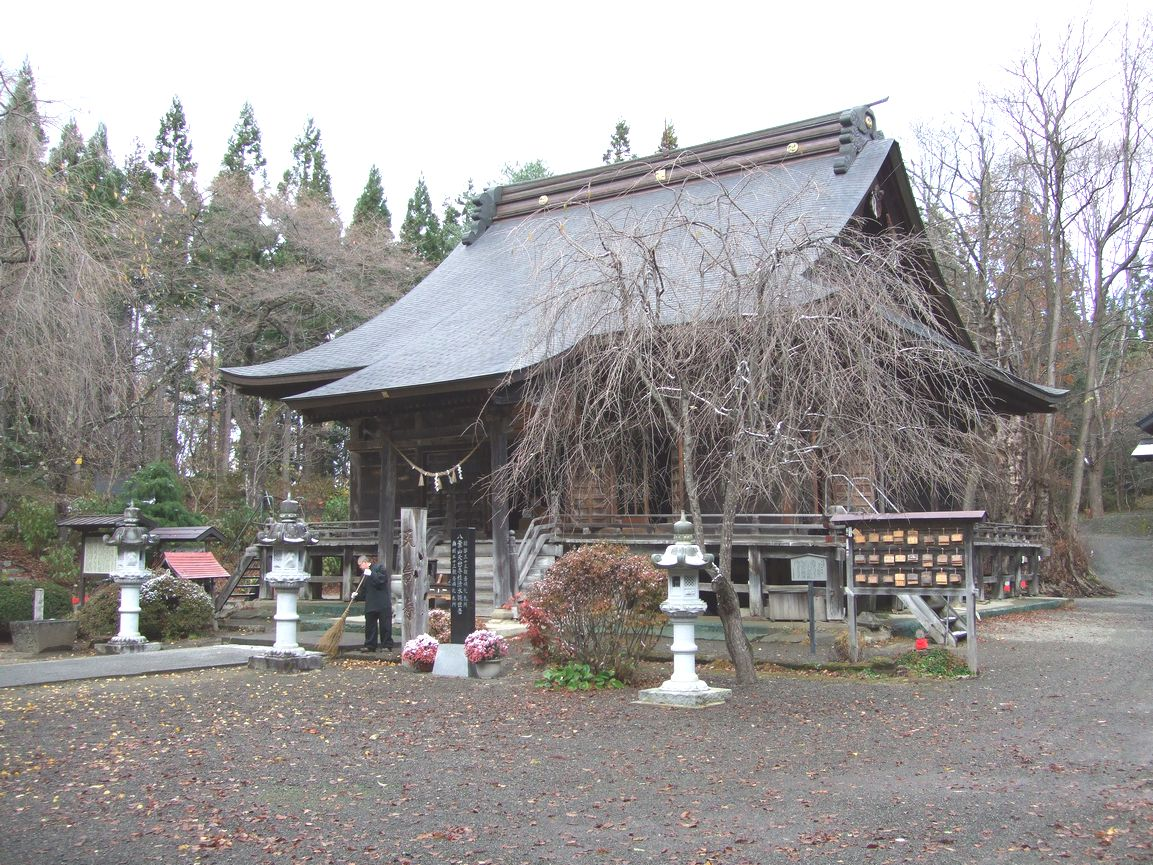
天台寺

- 金田一温泉（国民保養温泉地）
- 九戸城跡（国の史跡）
- 馬仙峡
- 浄法寺城跡
- 折爪馬仙峡県立自然公園
- 稲庭高原
- 天台の湯
- 滴生舎（浄法寺塗の生産販売所）
- 明神ケ淵
- 海上の湯
- なにゃーと
- 馬仙峡ユーランド

## 主な神社・寺院・宗教施設
- 神社
  - 呑香稲荷神社（福岡）  ‐ 九戸城松ノ丸にある天和2年（1682年）創建の神社で、呑香（とんこう）はアイヌ語で「輝ける丘」を意味する[4]。九戸政実の分霊社もある。田中舘愛橘の母方の実家でもある。
  - 似鳥八幡宮（似鳥）
  - 武内神社（堀野）
  - 八坂神社（金田一）
  - 姉滝神社(姉滝大明神) (金田一)

- 寺院　
  - 天台寺（浄法寺町御山久保）
  - 福蔵寺（浄法寺町寺ノ上）
  - 安養寺（福岡）
  - 善導寺（福岡）
  - 竜岩寺（福岡）
  - 安穏寺（堀野）
  - 浄福寺（白鳥）
  - 長福寺（石切所）
  - 聖福院（下斗米）
  - 明光寺（上斗米）
  - 鳳林寺（似鳥）
  - 長徳寺（福田）
  - 願海庵（金田一）
  - 長寿寺（金田一）
  - 金峰庵（釜沢）

- キリスト教会（カトリック・プロテスタント）
  - 二戸市カトリック教会（福岡）
  - 日本キリスト教団二戸教会（福岡）

- 諸教
  - 天理教北福岡分教会（福岡）
  - 天理教金田一分教会（金田一）
  - 天理教浄法寺分教会（浄法寺町サイカツ田）
  - 創価学会二戸文化会館（金田一）
  - 立正佼成会二戸支部（米沢）
  - 崇教真光岩手北準道場（福岡）
  - エホバの証人王国会館（福岡）

## 著名な出身者および人物
- 九戸政実 - 戦国武将九戸城城主。天下統一最後の戦いを豊臣秀吉の奥州仕置軍と繰り広げた。
- 田中舘愛橘 - 日本における地磁気学の祖。航空工学、度量衡関連などにも功績を残す。日本式ローマ字を提唱。
- 相馬大作 - 本名は下斗米秀之進将真。盛岡藩士。相馬大作事件の首謀者。
- 欠端光則 - 元プロ野球選手（ロッテオリオンズ→横浜大洋ホエールズ）。現・横浜DeNAベイスターズスカウト。
- 外ヶ濱浪五郎 - 元大相撲力士（伊勢ノ海部屋所属。欠端光則の実弟。）
- 岩崎哲郎 - 元プロ野球選手（国鉄スワローズ）
- 下沖勇樹 - 元プロ野球選手（福岡ソフトバンクホークス）
- 沢田盛夫利 - 元騎手
- 中津川昴 - 超常現象研究家
- 柳 - ヴィジュアル系ロックバンドMoNoLithのボーカル
- 山口則幸 - 東日本放送アナウンサー、元報道部編集長。
- 熊谷望那 - 東北放送アナウンサー。
- 十文字陽亮 - アイスホッケー選手、YouTuber
- 柴田清克 - 映画監督、俳優、作家

## 二戸市を舞台とした作品
小説
- ユタとふしぎな仲間たち 三浦哲郎
- 天を衝く 高橋克彦
- 冬を待つ城 安部龍太郎
- 馬淵川 渡邊喜惠子

演劇
- ユタとふしぎな仲間たち 劇団四季
- 天を衝く 二戸市民文士劇 道又力
- みちのく忠臣蔵相馬大作物語 二戸市民文士劇 道又力
- 九戸城と女たち 二戸市民文士劇 道又力
- その名は伊加古 二戸市民文士劇 道又力
- 朗読劇 相馬大作物語 二戸市民文士劇 道又力
- 新説 相馬大作 二戸市民文士劇 道又力

映画
- 息子 1991年 監督 山田洋次
- カンパイ！世界が恋する日本酒 2015年 監督 小西未来
- 青春ドデン 2023年 監督 柴田清克
- 海の沈黙 2024年 監督 若松節朗